# Gearing-Klasse
Die Gearing-Klasse war eine Gruppe von 98 Zerstörern, die für die United States Navy gebaut wurden. Sie sind eigentlich eine Variante der Allen-M.-Sumner-Klasse, erhielten aber trotzdem eine eigene Klassenbezeichnung. Der Unterschied war ein um 14 Fuß (4,3 m) verlängerter Schiffsrumpf. Dies ist gut zu erkennen an dem größeren Abstand zwischen den  zwei Schornsteinen. Dies ermöglichte größere Treibstofftanks und damit eine größere Reichweite. Sie wurden noch im Zweiten Weltkrieg beauftragt und es sollten ursprünglich 152 davon gebaut werden. Die 98 fertiggestellten Schiffe liefen von September 1944 bis Juli 1946 vom Stapel, sodass die ersten erst etwa ab Frühjahr 1945 einsatzbereit waren. Sie nahmen deshalb nicht mehr an den Kampfhandlungen des Krieges teil. In den 1970ern verkaufte die US Navy den Großteil ihrer Gearing-Zerstörer an verschiedene Länder. Heutzutage existieren noch zehn Schiffe der Klasse, sieben davon als Museumsschiffe.
Namensgeber für das Typschiff der Klasse war die Familie Gearing, die in drei Generationen in der Navy gedient hatte.
Ab 1949 wurden die ersten Schiffe der darauffolgenden Mitscher-Klasse gebaut.

## Wandel
Ursprünglich waren die Gearing-Zerstörer stark auf Torpedos fokussiert. Als gegen Ende des Zweiten Weltkriegs die Gefahr durch japanische Schiffe nachließ und Kamikaze-Flieger vermehrt aufkamen, wurde stärkere Flak eingebaut. In den ersten Nachkriegsjahren und während des Koreakrieges wurde die Flak- sowie U-Jagd-Einrichtung modernisiert. Die Erfahrungen des Krieges hatten gezeigt das die 20 mm und 40 mm Flugabwehrwaffen nicht effizient gegen angreifende Flugzeuge waren. Darum wurden diese allesamt entfernt und durch 3 Zoll (76 mm) Geschütze ersetzt. Diese waren in der Lage ein Flugzeug mit nur einem einzigen Treffer zu zerstören. Diese Geschütze sind auch deshalb effektiver, da sie Munition mit Annäherungszünder verschießen können. Weiterhin wurden zwei Hedgehog (eine Granatwaffe zur U-Boot-Abwehr) am Bug montiert um die U-Boot Bekämpfung zu verbessern.
Ende der 50er Jahre wurde der Bedarf an Schiffen mit U-Boot Jagdfähigkeiten in der U.S. Navy eminent durch den rasanten Ausbau der U-Boot Flotte der Sowjetunion. Im Rahmen der weitgreifenden Modernisierungen im Rahmen des FRAM-I- und II-Programms bekamen 79 Zerstörer neueste Torpedos, Raketen und Sensoren zur U-Jagd, welche teilweise auch mit nuklearen Sprengköpfen bestückt werden konnten. Am 11. Mai 1962 verwendete die Agerholm während eines Tests eine echte nukleare ASROC-Rakete.

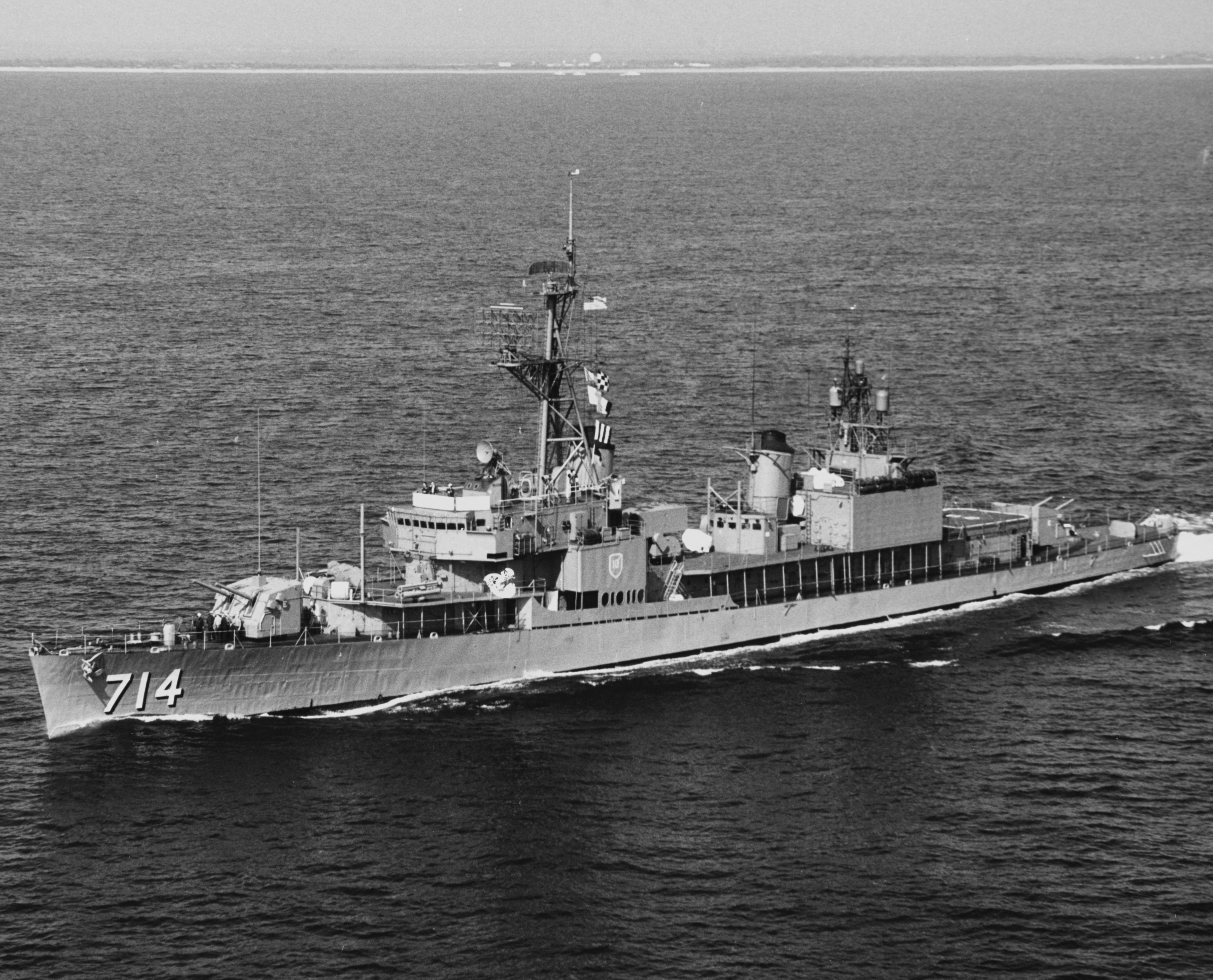
William R. Rush (DD-714) nach der FRAM Modernisierung